# Hrvatski Superkup (pallanuoto maschile)
La Supercoppa di Croazia (in croato Hrvatski Superkup) è la supercoppa nazionale croata di pallanuoto maschile; viene attribuita dalla Federazione pallanuotistica della Croazia (HVS).
La competizione viene disputata dal 2022 e ha visto trionfare nella prima edizione il Jug Dubrovnik
Il trofeo viene assegnato attraverso una singola partita tra la squadra vincitrice del campionato e quella vincitrice della Coppa di Croazia.

## Albo d'oro
| Stagione | Vincitore      | Finalista      | Risultato |
| -------- | -------------- | -------------- | --------- |
| 2022     | Jug Dubrovnik  | Jadran Spalato | 14-11     |
| 2023     | Jadran Spalato | Jug Dubrovnik  | 13-11     |
| 2024     | Jug Dubrovnik  | Jadran Spalato | 16-15     |

## Vittorie per squadra
| Squadra        | Titoli | Anni       |
| -------------- | ------ | ---------- |
| Jug Dubrovnik  | 2      | 2022, 2024 |
| Jadran Spalato | 1      | 2023       |